# Kathleen Lonsdale
Dame Kathleen Lonsdale (geb. Yardley, * 28. Januar 1903 in Newbridge, Kildare, Irland; † 1. April 1971 in London) war eine irische Kristallografin, welche die planar-hexagonale Struktur des Benzols entdeckt hat.

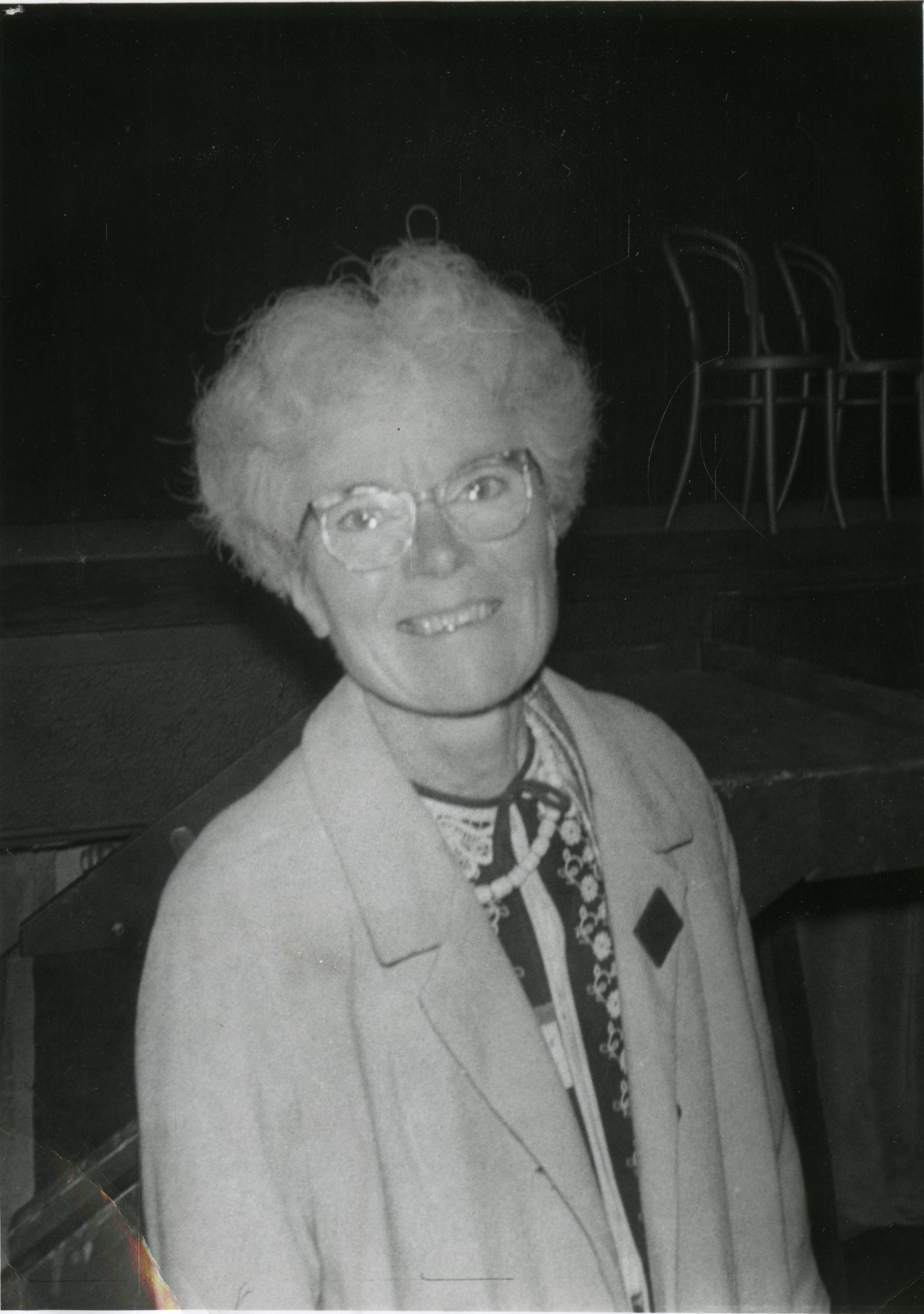
Kathleen Lonsdale (1968)

## Leben
Lonsdale wurde als Kathleen Yardley im Charlotte House im irischen Newbridge geboren, wo ihr Vater Stadtpostmeister war. Sie war das zehnte Kind von Harry Yardley und Jessie Cameron. Ihre Familie zog nach England um, als sie fünf Jahre alt war.
Sie ging zur Ilford County High School für Mädchen, wechselte jedoch zur Jungenschule, um Mathematik und Naturwissenschaften zu belegen, welche an der Mädchenschule nicht angeboten wurden.
Sie erhielt ihren Bachelor-Grad (B.Sc.) vom Bedford College für Frauen im Jahr 1922 und erwarb den Mastergrad (M.Sc.) in Physik am University College London 1924. Danach trat sie in die Arbeitsgruppe von Sir William Bragg ein, bei dem sie auch promovierte. 1927 heiratete sie Thomas Jackson Lonsdale. Sie hatten drei Kinder – Jane, Nancy und Stephen.
Lonsdale wurde 1935 Quakerin. Daher war sie praktizierende Pazifistin und musste während des Zweiten Weltkrieges einige Zeit in das Holloway Gefängnis, da sie sich weigerte, sich für zivile Verteidigungsdienste registrieren zu lassen oder eine Strafsteuer für Nichtregistrierung zu zahlen.
Lonsdale erhielt ihren Doktorgrad (D.Sc.) am University College London 1936. Sie arbeitete über die Synthese von Diamanten, als sie die Struktur des Benzols entdeckte. Sie war einer der Pioniere der Röntgenbeugungsstudien an Kristallen.
Lonsdale war eines der beiden ersten weiblichen Mitglieder der Royal Society of Science in London im Jahre 1945.
Im Jahre 1949 wurde Lonsdale Professorin für Chemie und Leiterin der Kristallografieabteilung am University College London. Sie war die erste Professorin an diesem College, an dem sie bis zu ihrer Emeritierung 1968 blieb.
1956 wurde sie mit dem Titel Dame Commander of the Order of the British Empire geadelt. Sie war zudem der erste weibliche Präsident der International Union of Crystallography (1966) sowie der British Association for the Advancement of Science (1967).
1971 verstarb sie 68-jährig.
Eine bestimmte Diamantenform, der Lonsdaleit, wurde nach ihr benannt sowie ein naturwissenschaftliches Gebäude der University of Limerick und eines am University College London. Die Nationaluniversität von Irland in Maynooth hat einen Chemiepreis nach ihr benannt.

## Schriften
- The Structure of the Benzene Ring in Hexamethylbenzene, Proceedings of the Royal Society 123A: 494 (1929).
- An X-Ray Analysis of the Structure of Hexachlorobenzene, Using the Fourier Method, Proceedings of the Royal Society 133A: 536 (1931).
- Simplified Structure Factor and Electron Density Formulae for the 230 Space Groups of Mathematical Crystallography, G. Bell & Sons, London, 1936.
- Diamonds, Natural and Artificial, Nature 153: 669 (1944).
- Divergent Beam X-ray Photography of Crystals, Philosophical Transactions of the Royal Society 240A: 219 (1947).
- Crystals and X-Rays, G. Bell & Sons, London, 1948.

## Biographie
- Svetlana Bandoim: Gender Bias in Science, an Analysis of the Careers of Kathleen Lonsdale, Dorothy Hodgkin, and Rosalind Franklin, Indianapolis, IN 2006, OCLC 75182013 (Dissertation (Thesis (B.S.)[3] Summa Cum Laude) Butler University Indianapolis, 2006, 170 Seiten (englisch)).